# 平内町民バス

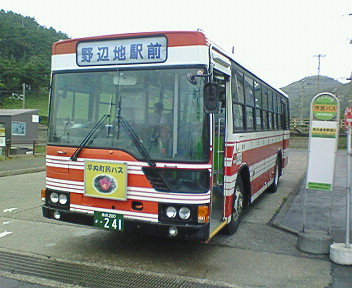
青森側の始発地：浅虫温泉前バス停にて
（2007年9月撮影）

平内町民バス（ひらないちょうみんバス）は、青森県東津軽郡平内町を走る廃止代替の自治体バスである。一部の路線は青森市・上北郡野辺地町にも乗り入れる。

## 概要
平内町内のバスは元々、青森市に本社を置いていた青森バスによって、青森市内から運行されていた。1954年に青森市営バスに買収され、平内側からの効率的な運用を行うために1959年10月1日に青森市交通部小湊営業所（平内町大字沼館字沼館尻1番地）が設置された。1979年12月1日には現在地（平内町大字沼館字家岸142番地）に移転した。
その後、平内町内の過疎化が進み利用者の減少が目に見えてきた。特に青森市内への直通便は、並行するJR東北本線より軒並み運賃が高かったことから利用者は減少していた。そのため1994年4月1日改正で青森市営バスの中野（現・平内中野） - マリンパーク浅虫（現・浅虫水族館通り）間を休止。下北交通に路線を譲渡し、平内町による欠損補助を前提とした下北交通小湊線（野辺地・清水川 - 浅虫温泉・青森）の運行を開始した。
過疎化はさらに進み、青森市交通部は定年職員の再雇用などの経営努力をしたが利用者はさらに減少したことから、2001年度より青森市交通部と運行委託契約を結び、欠損補助を行うこととなった。しかし年々補助金が増えていくことや、下北交通小湊線も同様の状況であったため、平内町は町営バス構想を練り始めた。なお、2001年4月1日改正で小湊営業所は、青森市交通部東部営業所小湊出張所となった。
平内町は町営バス構想の結論を出し、2004年4月1日より人件費が高い青森市交通部との契約を解除し、青森市営バス路線と下北交通小湊線を統合した上で、小湊出張所を拠点に下北交通に運行管理業務を委託（貸切代替バス）して平内町民バスとすることに決めた。これに伴い、小湊出張所は下北交通に移管され下北交通小湊出張所となり、青森市交通部より車両5台と小湊出張所設備を譲受、むつ営業所から車両を数台転属させた上で運行を開始した。
ダイヤは青森市営バス・下北交通時代の時刻をほぼ引き継いだほか、一部区間では増便や経路の変更を行い、さらに運賃を100円・200円区間にすることで、住民が利用しやすいバスにした。
2005年4月1日からは平内町スクールバスの運行管理も下北交通に委託している。

### 青森市営バスへの補助金
| 年度       | 補助金総額  | 対象系統数 |
| ---------- | ----------- | ---------- |
| 平成3年度  | 2,028,000円 | 1系統      |
| 平成4年度  | 278,000円   | 1系統      |
| 平成5年度  | 未交付      | -          |
| 平成6年度  | 318,000円   | 1系統      |
| 平成7年度  | 未交付      | -          |
| 平成8年度  | 459,000円   | 2系統      |
| 平成9年度  | 1,216,000円 | 3系統      |
| 平成10年度 | 357,000円   | 3系統      |
| 平成11年度 | 未交付      | -          |
| 平成12年度 | 未交付      | -          |

## 運行路線

### 浅虫温泉線、狩場沢線、狩場沢・小湊経由線
- 平内農協前経由：（野辺地駅前 - ）狩場沢 - 狩場沢駅通り - 口広 - 清水川駅通り - 小湊出張所 - よごしやま温泉 - 小湊出張所 - 沼館 - 小湊駅前 - 平内役場前 - 新あおもり農協平内支店前 - 平内中央病院前 - 西平内郵便局前 - 土屋 - 浅虫温泉
- 小湊中学校前経由：（野辺地駅前 - ）狩場沢 - 口広 - 清水川 - 小湊出張所 - よごしやま温泉 - 小湊出張所 - 沼館 - 小湊駅前 - 小湊中学校前 - 平内中央病院前 - 西平内郵便局前 - 土屋 - 浅虫温泉
- 狩場沢・小湊経由線：野辺地駅前→狩場沢→狩場沢駅通り→清水川駅通り→沼館→小湊駅前→平内役場前→平内中央病院前→新あおもり農協平内支店前→夜越山公園入口→小湊出張所前→よごしやま温泉前
  - 1954年1月28日 - 青森バスが買収され東田沢線（野内村菊川 - 小湊町東田沢間31.30 km）が青森市営バスの路線になる。
  - 1962年6月30日 - 口広線清水川 - 口広間運行開始。
  - 1963年3月18日 - 清水川線沼館 - 平内東支所間運行開始。[1]
  - 1994年4月1日 - 青森市営バス青森市内直通便を廃止（中野 - マリンパーク浅虫間路線休止）、下北交通が平内中野 - 浅虫温泉間の路線免許を取得（この区間は特急青森線で免許も持っているが、一部停留所を通過するため空白区間だった）し、小湊線野辺地駅・清水川（東地区館前） - 浅虫温泉・青森（観光物産館）間を運行開始。青森市営バスの代替路線のため平内役場前・平内中央病院も経由する。
  - 2004年4月1日 - 小湊線廃止、狩場沢 - 浅虫温泉間を平内町民バスに移管（野辺地駅 - 狩場沢間路線廃止）。
  - 2005年4月1日 - 全便よごしやま温泉・小湊駅経由に変更。また小湊中学校経由を新設。
  - 2007年4月1日 - 一部便を野辺地駅前まで乗り入れ、野辺地駅 - 狩場沢間の路線が復活する。

### 東田沢線
- よごしやま温泉 - 小湊出張所 - 夜越山入口 - 町営体育館前 - （平内中央病院前） - 新あおもり農協平内支店 - 平内役場前 - （小湊駅前） - 小湊駅通り - 沼館 - 浅所 - 東滝 - 東田沢漁協 - 大島
  - 19xx年 - 運行開始。
  - 1954年1月28日 - 青森バス買収により青森市営バスの路線になる（青森駅 - 東田沢間と小湊駅 - 東田沢間の2系統）。
  - 1958年8月12日 - 観光路線として夏泊線小湊 - 浅所 - 東田沢 - 大島 - 茂浦 - 小湊間運行開始。
  - 1994年4月1日 - 夏泊線の東田沢漁協 - 大島 - 稲生間を廃止。同時に急行東田沢 - 青森駅線を廃止。
  - 2004年4月1日 - 平内町民バスへ移管。
  - 2006年7月22日 - 8月20日 - 一部便が東田沢漁協 - 大島間延長運行。

### 稲生線
- よごしやま温泉 - 小湊出張所 - 夜越山公園前 - 沼館 - 小湊駅前 - 平内役場前 - 新あおもり農協平内支店前 - （平内中央病院前） - 西平内駅前 - 平内中野 - 茂浦 - 漁村センター前 - 茂浦 - 浦田 - 稲生
  - 19xx年 - 青森バスが運行開始する。
  - 1954年1月28日 - 青森バス買収により青森市営バスの路線となる。
  - 1958年8月12日 - 夏泊線小湊 - 中野 - 茂浦 - 稲生 - 大島 - 東田沢 - 浅所 - 小湊間運行開始。
  - 1983年4月5日 - 夏泊線油目崎発着を稲生発着、茂浦漁港発着を漁港センター発着に延長。
  - 1994年4月1日 - 稲生 - 大島 - 東田沢漁協間廃止。また夏期間運行されていた急行青森駅 - 大島線（西部営業所担当）廃止。
  - 2004年4月1日 - 平内町民バスへ移管。
  - 2005年4月1日 - 全便、小湊駅経由に変更。

### よごしやま環状線
- よごしやま温泉前 - 小湊出張所前 - 町営体育館前 - 平内役場前 - 小湊駅前 - 沼館 - 小湊出張所前 - よごしやま温泉前
  - 19xx年 - 青森市営バスが小湊営業所行路線の一部を夜越山公園経由とする。
  - 2004年4月1日 - 平内町民バスへ移管。

### 童子・松野木線
- 赤坂台団地経由：（よごしやま温泉 - ）小湊出張所 - 沼館 - 小湊駅 - 平内役場前 - 新あおもり農協平内支店前 - 赤坂台団地 - 内童子 - 外童子 - 下松野木 - 清水川駅
- 平内中央病院経由：（よごしやま温泉 - ）小湊出張所 - 沼館 - 小湊駅 - 平内役場前 - 新あおもり農協平内支店前 - 清風荘前 - 内童子 - 外童子 - 下松野木 - 清水川駅
  - 1959年7月30日 - 青森市営バス大和山線小湊駅 - 外童子 - 大和山間運行開始。
  - 1960年2月2日 - 松野木線清水川駅前 - 外童子間路線延長、運行開始。
  - 1981年4月15日 - 清水川駅構内までバス乗り入れ。
  - 2004年4月1日 - 平内町民バスへ移管。
  - 2005年4月1日 - 全便、小湊駅経由に変更。

## 運賃
- 運賃は100円と200円の2区間制。
- 回数券・定期券は発行していない。
- 下北交通の回数券・乗車券では利用できない。